# Aartsbisdom Santiago de Compostella
Het aartsbisdom Santiago de Compostella (Latijn: Archidioecesis Compostellana; Spaans: Archidiócesis de Santiago de Compostela) is een in Spanje gelegen rooms-katholiek aartsbisdom met zetel in de stad Santiago de Compostella. De aartsbisschop van Santiago de Compostella is metropoliet van de kerkprovincie Santiago de Compostella, waartoe ook het volgende suffragane bisdommen behoren:
- Bisdom Lugo
- Bisdom Mondoñedo-Ferrol
- Bisdom Orense
- Bisdom Tui-Vigo

## Geschiedenis
Volgens een legende zou ergens tussen 818 en 842, ten tijde van koning Alfons II van Asturië, op de plaats waar nu de kathedraal van Santiago de Compostella staat, de grafkelder van de apostel Jakob ontdekt zijn.
De legende: De heremiet Paio, die woonde in hutje in een bos, zag op een dag in een heldere ster aan de hemel verschijnen. Paio zag dit als een goddelijke boodschap of aanwijzing. Hij waarschuwde daarom de bisschop van Iria Flavia, Teodomiro, die daarna de resten van Jakob en twee van diens discipelen ontdekte. Deze legende wordt als verklaring gebruikt voor de naam Compostela, die zou zijn afgeleid van het Latijnse campus stellae, het veld van de sterren.
Aanvankelijk vestigden zich boeren uit de omgeving nabij de kerk die Alfonso II bij de tombe liet bouwen. Vermoedelijk onder Alfons III van Asturië werd een tweede kerk gebouwd die nu bekend is als Compostela II.
Het is mogelijk dat zich in Santiago de Compostella al vóór de vondst van het graf een religieuze gemeenschap bevond. De theoloog en historicus Henry Chadwick suggereerde dat het het graf van Priscillianus van Ávila zou kunnen zijn, maar hiervoor is geen bewijs terug te vinden.
De pelgrims begonnen, zij het nog niet in groten getale, al voor het jaar 1000 naar Santiago te trekken. De bisschop van Le Puy, Godescalc or Gottschalk, zou Santiago bezocht hebben in 951, en Vermandois, de aartsbisschop van Reims in 961. Volgens een ander verhaal zou de stad door de Moren onder leiding van Almanzor in 997 zijn geplunderd, waarbij het graf van de apostel echter ongeschonden bleef.
Er waren destijds al andere pelgrimsoorden zoals Vézelay, Rome, Santiago de Compostella en Saint-Gilles, maar blijkbaar oefende Santiago de Compostella een speciale aantrekkingskracht uit. Rond het midden van de 11e eeuw was Santiago al internationaal bekend als pelgrimsoord.
De pelgrims brachten geschenken mee, en kochten hun schulden af, waardoor de kerk binnen korte tijd zeer rijk en invloedrijk werd. De geestelijkheid kocht onroerend goed en werd daarmee een bedreiging voor de feodale landadel.
Tijdens het Concilie van Clermond-Ferrand in 1095 wist bisschop Dalmatius de paus zover te krijgen dat hij de bisschopszetel van Santiago de Compostella direct liet vallen onder de autoriteit van Rome, zodat hij niet langer afhankelijk was van de diocees van Braga. Bisschop Diego Gelmírez wist, door het betalen van veel goud en zilver aan de paus Paschalis II, te bewerkstelligen dat Santiago een aartsbisdom werd.
Diego Gelmírez schrijft hier zelf vrij onomwonden over in zijn Historia Compostellana.

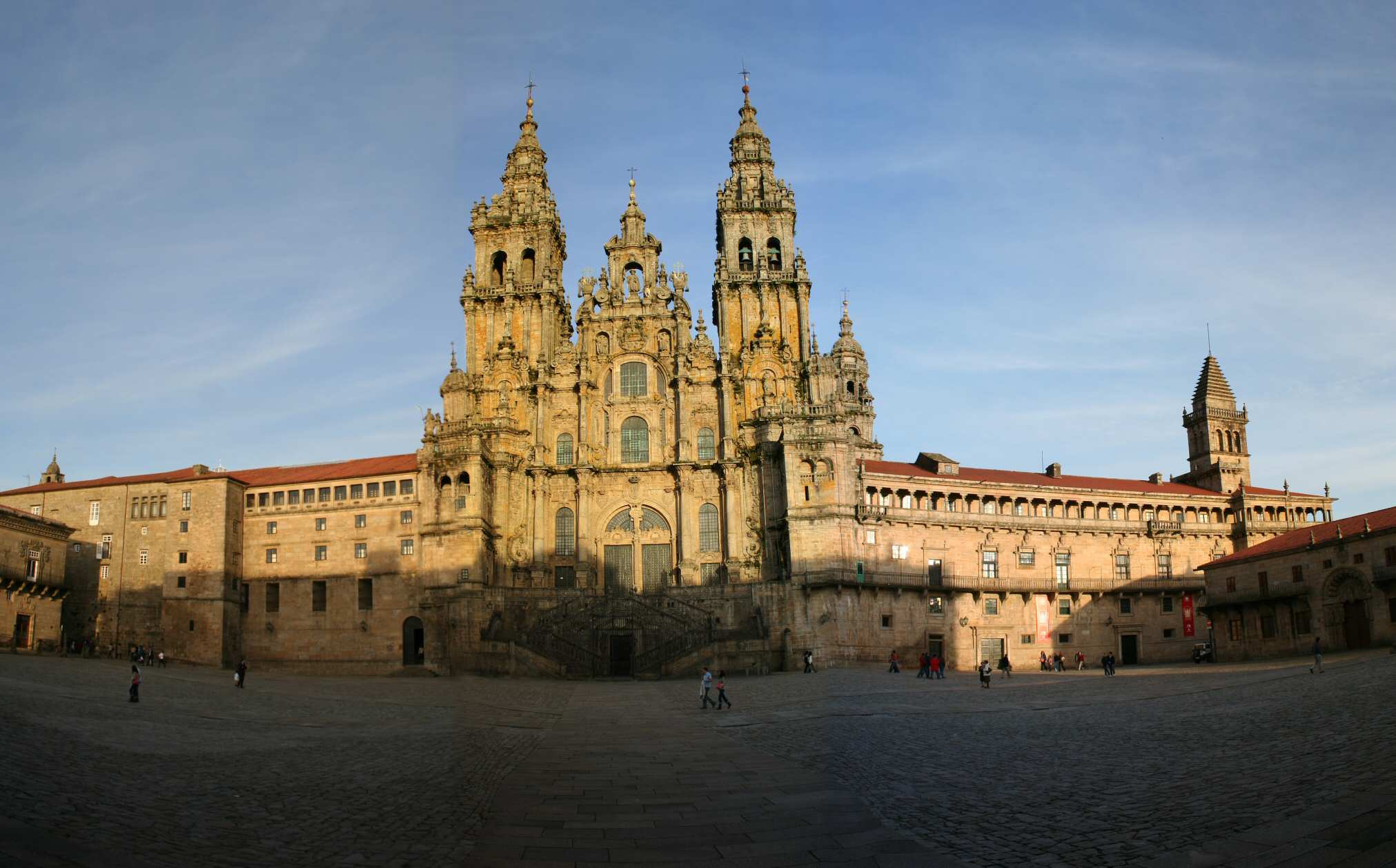
De kathedraal van Santiago de Compostella
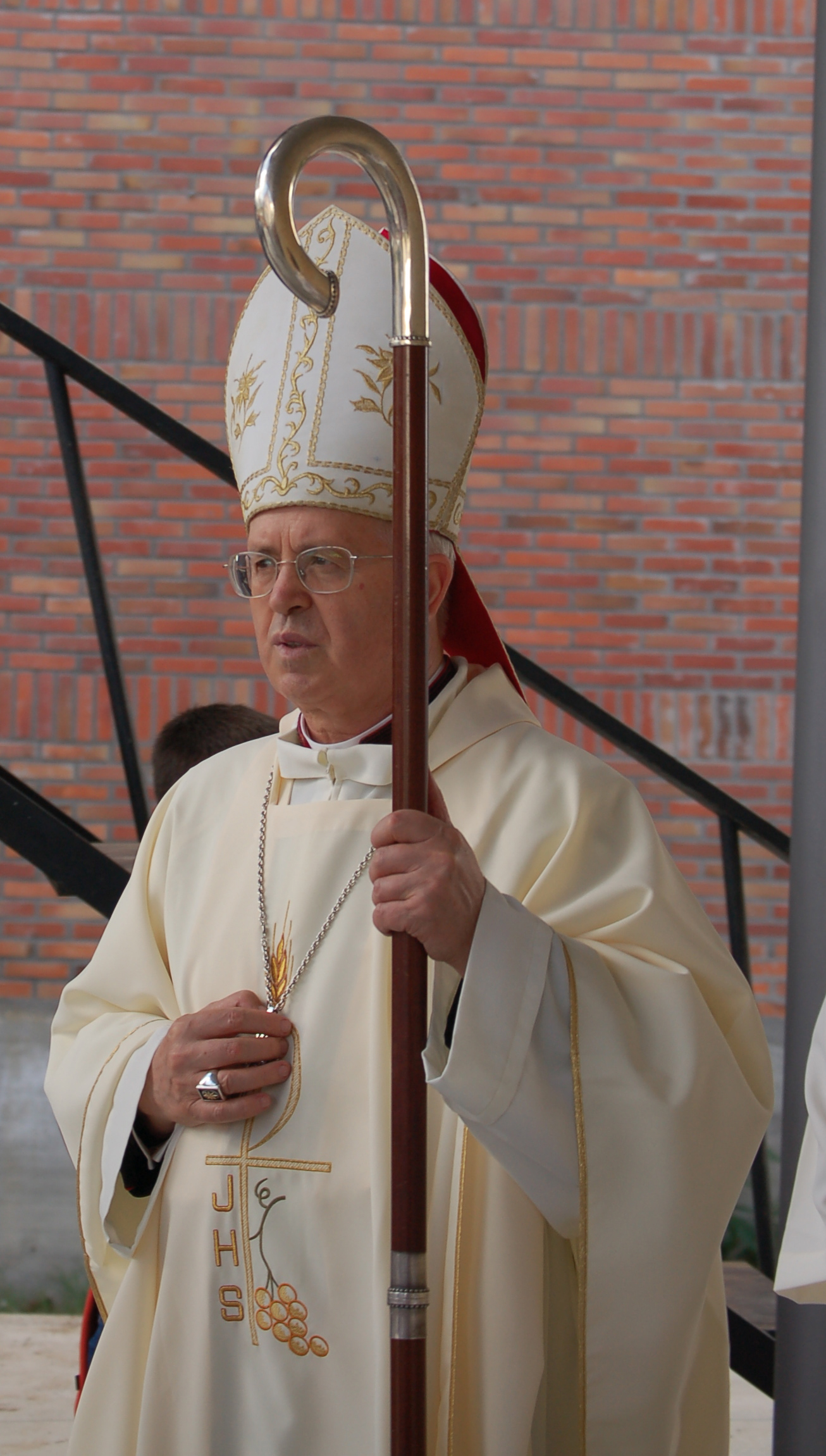
aartsbisschop Julián Barrio Barrio